# Aldo Bressan
Aldo Bressan, italijanski novinar in publicist, * 9. junij 1925, Gradišče ob Soči, Kraljevina Italija, † 28. marec 2013, Reka, Hrvaška.

## Življenje in delo
Rodil se je v družini Ermenegilda in Marie Bressani (rojene Silvestri) v Gradišču ob Soči. Osnovno šolo je obiskoval v rojstnem kraju, v Gorici pa je leta 1942 končal srednjo tehniško šolo. Od 1944 je sodeloval v odporniškem gibanju. Po vojni je bil jadralni inštruktor, nato igralec v italijanskem ljudskem gledališču na Reki (1951-1953), kasneje je režiral v Kopru in Bujah. V letih 1949−1953 je bil sodelavec in urednik italijanske redakcije radia Reka, nato odgovorni urednik italijanskega uredništva Radia Koper (1955-1960),  med 1960-1970 je služboval v redakciji revije Panorama, potem je pri dnevniku La voce del popolo pisal reportaže in komentarje, med 1985-87 je bil glavni urednik Panorame. Istočasno je sodeloval tudi pri drugih časopisih. Največ je pisal za milansko revijo L'Europico. Leta 1964 je skupaj z novinarjem Lucianom Giuricinom na Reki izdal knjigo Fratelli nel sangue. V knjigi je prikazan delež Italijanov v narodnoosvobodilni borbi jugoslovanskih narodov.